# Maria Wnęk
Maria Wnęk (ur. 16 czerwca 1922 w Olszance, zm. 12 kwietnia 2005 tamże) – polska malarka należąca do najwybitniejszych przedstawicieli artystów z kręgu art brut w Polsce.

## Biografia
Urodziła się jako jedno z kilkorga dzieci w małorolnej rodzinie chłopskiej. Ukończyła cztery klasy szkoły podstawowej. W wieku kilkunastu lat, zmuszona do podjęcia pracy zarobkowej, pracowała przy regulacji Dunajca, w kuchni wojskowej i mleczarni. Po wypadku w ostatnim miejscu pracy przeszła na rentę inwalidzką, którą uzupełniała, zarabiając przy sprzątaniu mieszkań w Nowym Sączu. Tam poznała malarkę Ewę Harsdorf, pod kierunkiem której zaczęła uczyć się warsztatu malarskiego.
Wychowana w atmosferze wyjątkowej religijności, w wieku 16 lat złożyła śluby czystości, uznając praktyki religijne za najważniejszy aspekt życia. Zaczęła malować w wieku 40 lat, a inspiracją do powstawania obrazów były najczęściej przeżycia religijne oraz niepokoje i lęki związane z otaczającą ją rzeczywistością. Najważniejszym elementem każdego obrazu są postaci malowane płasko i wydobywane z tła ciemnym, pogrubionym konturem, zazwyczaj ukazane hieratycznie, frontalnie, z wyraźnym zaznaczeniem rysów twarzy, ze starannie opracowanymi oczami, przywodzącymi na myśl malarstwo ikonowe. W późniejszym okresie Maria Wnęk zaczęła umieszczać na jednym obrazie kilka scen dokumentujących jej życie oraz rozbudowane, dynamiczne i ekspresyjne sceny zbiorowe (np. Mękę Pańską czy pochody pierwszomajowe). Na rewersach prac znajdują się rozbudowane teksty pisane, nazwane przez malarkę życiorysami, zawierające informację o treści przedstawienia, szczegółowy opis zdarzenia, a następnie ostrzeżenia od Boga przez zagładą w wyniku upadku moralności i grzesznego życia. Od napisania życiorysu artystka rozpoczynała pracę nad niemal każdym obrazem. Obrazy, których nie opisała, uważała za niedokończone. 
Kiedy w 1983 roku Muzeum Etnograficzne w Krakowie zorganizowało przegląd jej prac, wszystkie druki towarzyszące wystawie zawierały życiorysy, a jedna z sal była w całości nimi wypełniona. Część obrazów zawieszono w przestrzeni, dając możliwość równoczesnego oglądania i czytania. O takim sposobie wystawiania prac malarka wspomina w jednym ze swoich zapisów: „Wsadzić między szyby, aby z jednej strony czytać, a z drugiej oglądać”.
Zdiagnozowana jako schizofreniczka, była wielokrotnie leczona w szpitalu psychiatrycznym w Kobierzynie. W 1982 roku została ubezwłasnowolniona i ostatecznie umieszczona tam na wiele lat. Ostatnie lata życia spędziła w rodzinnej Olszance.
Nazywała siebie „malarką znaną po całym świecie", podpisując tak często swoje obrazy. Jej prace znajdują się w zbiorach Państwowego Muzeum Etnograficznego w Warszawie, Muzeum Etnograficznego im. Seweryna Udzieli w Krakowie, Muzeum Ziemi Sądeckiej, Muzeum Etnograficznego w Toruniu, Muzeum Śląskiego w Katowicach oraz Collection de l’Art Brut w Lozannie, American Visionary Museum w Baltimore i Art & Marges Museum w Brukseli.
W kwietniu 2018 roku w Teatrze Modrzejewskiej w Legnicy został wystawiony monodram Curko Moja Ogłoś To – rytmizowany biuletyn z wystawy Marii Wnęk w reżyserii i wykonaniu Magdaleny Drab z ,muzyką Alberta Pyśka. Spektakl zdobył główną nagrodę 1. Konkursu na Najlepszy Spektakl Teatru Niezależnego „The Best OFF” oraz „Złotą Maskę" łódzkich recenzentów za najlepszy spektakl offowy sezonu 2017/2018.